# Empress of Canada (paquebot, 1920)
Pour les autres navires du même nom, voir RMS Empress of Canada.
Le RMS Empress of Canada est un paquebot construit en 1920 pour la Canadian Pacific Steamships Company (CPSP) par la Fairfield Shipbuilding and Engineering Company à Govan (Glasgow) sur la Clyde, en Écosse.
Ce navire, le premier de deux CPS (Canadian Pacific Steamships) à être nommé Empress of Canada (« Impératrice du Canada »), effectue régulièrement la traversée entre la côte ouest du Canada et l'Extrême-Orient jusqu'en 1939.
Il fut le premier navire de la compagnie à effectuer une croisière autour du monde en décembre 1924.

## Historique
En 1920, la Canadian Pacific Steamship Company, commande un nouveau navire aux chantiers navals Fairfield Shipbuilding & Engineering Company à Govan, près de Glasgow en Écosse. Cette « Impératrice » est un paquebot de 21 517 tonnes, d'une longueur de 199 m et d'une largeur de 23,7 m.
Le navire est lancé le 18 août 1920, avec un discours prononcé par le directeur général de la CPSC, Sir Thomas Fisher.
Force est de constater que le prix de la construction, environ 6 800 000 $ a plus que triplé par rapport à l'avant guerre où le prix était d'environ 2 200 000 dollars. Cette augmentation des coûts de 350 % contraint la CPSC à augmenter le prix des billets en première classe, tarif passant de 76 $ à 202 $ (basé sur un montant de 4 $ à la livre sterling), engendrant des répercussions économiques désastreuses pour la compagnie. De plus, un tour du monde, prévu pour le printemps de 1921, se voit annulé en raison de retards dans la construction, rendant la date d'achèvement incertaine.
Le paquebot entreprend son voyage inaugural vers le Canada, le 5 mai 1922. Basé au port de Vancouver, en Colombie-Britannique, l'Empress of Canada vise à fournir un service trans-pacifique vers le Japon, Hong Kong et la Chine. Il est à l'époque le plus grand navire jamais engagé dans des croisières trans-pacifique.

### Tremblement de terre de Kantō
Le 24 septembre 1923, l'Empress of Canada arrive à Tokyo, trois jours après le grand tremblement de terre de Kantō qui a frappé la ville.
Sur place, le paquebot canadien RMS Empress of Australia a été converti en un poste de commandement à partir duquel le consul Britannique dirige les opérations de secours. L'Empress of Canada se met alors au service des opérations de sauvetage et transporte des réfugiés (587 Européens, 31 Japonais, et 362 Chinois) à Kobe.
Le 13 octobre 1929, l'Empress of Canada s'échoue au large de l'île de Vancouver, en Colombie-Britannique, (Canada). Quatre-vingt-six passagers sont évacués sur des canots de sauvetage et accostent à Victoria.
Le paquebot est remis à flot le 15 octobre et remorqué jusqu’à Esquimalt pour réparations,.

### Seconde Guerre mondiale
Après le déclenchement de la Seconde Guerre mondiale en 1939, le paquebot est transformé en transport de troupes. Il est l'un des navires formant le premier convoi d'Australien/Néo-Zélandais, (désigné sous le nom de code US.1) à destination de l'Afrique du Nord. À l'époque, le paquebot n'est pas encore totalement converti en transporteur de troupe, avec d'autres navires du convoi, ils ne transportent que 25 % de plus que leur capacité normale de passagers. Le navire quitte Wellington (Nouvelle-Zélande) avec des soldats Néo-Zélandais à son bord le 6 janvier 1940, elle rejoint les navires Australiens et arrive à Aden le 8 février, où le convoi se sépare avec une partie restant à Aden et tous les autres navires partant en direction de Suez.

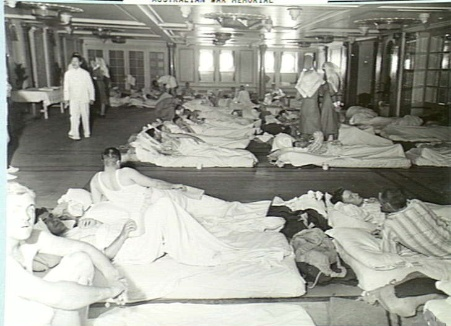
La salle de bal du RMS Empress of Canada, transformée en dortoir pour les troupes A/NZ. Cette image a été prise en mer en janvier 1940, près de Fremantle, en Australie Occidentale.

Elle continuera à transporter des troupes de l'Australie et la Nouvelle-Zélande vers les zones de guerre dans l'hémisphère nord, jusqu'à son naufrage. Le 13 mars 1943, faisant route de Durban, en Afrique du Sud vers Takoradi (Ghana) et transportant des prisonniers de guerre italiens ainsi que des réfugiés grecs et polonais, le paquebot est torpillé par le sous-marin italien Leonardo Da Vinci et coule à environ 400 miles (640 km) au sud du cap Palmas. Sur les 1 800 personnes se trouvant à bord, 392 trouveront la mort (principalement des prisonniers Italiens),.
Parmi les victimes, se trouve également Paul-Jean Roquère, officier du Groupe de bombardement Lorraine, Compagnon de la Libération qui rejoignait son unité en Grande-Bretagne.